# 滨州站
滨州站，位于中华人民共和国山东省滨州市滨城区滨北街道，是德大铁路和建设中津潍烟高速铁路上的火车站，于2015年9月28日启用营运，由济南局集团淄博车务段管辖。
因依照规划，德大铁路原滨州西站将接入如津潍烟高速铁路等多条重要铁路线路，将成为滨州客货运枢纽站。为提高区位辨识度，更好地展示滨州城市形象，将德大铁路滨州西站更名为滨州站，原滨港铁路滨州站更名为滨州东站。

## 車站周邊
- 滨州市滨城区司法局滨北司法所
- 滨北街道办八里王小学

## 歷史
- 2015年9月28日通车启用。[3][4][5]

## 外部連結
- 中国铁路客户服务中心 （页面存档备份，存于）